# 小品盆栽
小品盆栽(shouhin bonsai）とは、樹高20cmまでの手のひらサイズの盆栽で、壮大な自然界の樹木の姿や情景を小さな鉢の中で縮小表現するもの。

## 特徴
小品盆栽は江戸・明治時代以降に発展するが、小型化を目指す原点は日本人独自の美学にある。
平安時代に清少納言は「枕草子」の中で「なにもなにも ちひさきものはみなうつくし(何もかも小さいものは可愛い) 」と記されるが、このことからも小さな鉢の中で、自然界の大樹や景色を縮小表現するという小品盆栽は「日本の伝統芸術」である。
その他、樹高21〜35cmの物を貴風盆栽と呼び、樹高21〜45cmの物を中品盆栽、樹高46cm以上の物を大物盆栽と呼ぶ。

## 歴史
日本で1000年以上昔に生まれ、育ってきた伝統芸術。
日本人と花木とのかかわりは古く、奈良時代の「万葉集」に萩、梅、松などが詠まれていることから、盆栽のおこりは「奈良時代」とも言われているが、鎌倉・室町時代になって樹木を小さなうつわに植えて鑑賞するという風習が生まれてきた。盆栽 (鉢植え) は当時の絵巻物にも描かれている。
戦国時代は自然美を鑑賞する余裕などなかったが、時代が移り江戸時代になって太平の世になり大名・武家 や更に庶民の間で盆栽 (鉢植え) が楽しまれるようになる。大名や武家の中には参勤交代のときなど駕籠の中に小品盆栽を持ち込んで道中のつれづれに楽しんでいた。三代将軍徳川家光が盆栽を愛好していたことは有名な話で、家光の五葉松が今でも宮内庁に残っている。
明治時代に盆栽は庶民階級にも盛んに楽しまれるようになり、この頃針金による整枝法が生み出される。明治～昭和時代には盆栽の仕立て方が更に幅広く研究開発され高度の技術が次々と編み出され、多くの芸術的作品として認知されるようになる。
1990年代以降盆栽が海外でも注目を集め、英語でもBONSAIと呼ばれるようになる。
2016年2月日本人クリエーター今吉将之（Masanori Imayoshi）が小品盆栽を磁力の力で浮かせる空中盆栽(Air Bonsai/The floating Bonsai)を発明、米国のクラウドファンディングで発表。このことが米国誌「TIME」で紹介され、Bonsaiの名前が世界中に広まる。